# Alavo kyrka
Alavo kyrka (finska: Alavuden kirkko) är en kyrka i den finländska orten Alavo i Södra Österbotten. Den är församlingskyrka i Alavo församling inom Evangelisk-lutherska kyrkan i Finland. På somrarna tjänar den som vägkyrka.
Kyrkobyggnaden ritades av arkitekten Kauno Kallio och färdigställdes 1914. Den 14 oktober 1914 invigdes den av ärkebiskop Gustaf Johansson. Den är en treskeppig långkyrka i putsat tegel. Bland inventarierna märks altartavlan målad 1915 av Oskari Paatela samt predikstolen med apostlamålningar utförda 1949 av Lauri Välke. Den 35-stämmiga orgeln byggdes 1970.